# Großenstein
Großenstein est une commune rurale de Thuringe (Allemagne), située dans l'arrondissement de Greiz.

## Géographie

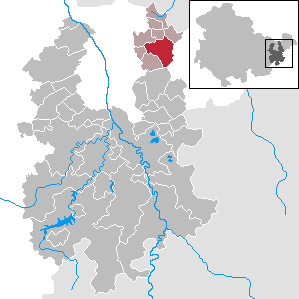
Situation de la commune (en rouge) dans l'arrondissement

Großenstein est située au nord-est de l'arrondissement, à la limite avec l'arrondissement du Pays-d'Altenbourg, dans la vallée de la Sprotte, affluent droit de l'Elster Blanche. La commune est le siège de la communauté d'administration Am Brahmetal et se trouve à 4 km au nord de Ronneburg, à 8 km au nord-est de Gera et à 38 km au nord de Greiz, le chef-lieu de l'arrondissement.
La commune est composée des quatre villages suivants : Baldenhain, Großenstein, Mückern et Nauendorf.
Communes limitrophes (en commençant par le nord et dans le sens des aiguilles d'une montre) : Brahmenau, Bethenhausen, Reichstädt, Wildenbörten, Löbichau, Ronneburg, Korbußen et Schwaara.

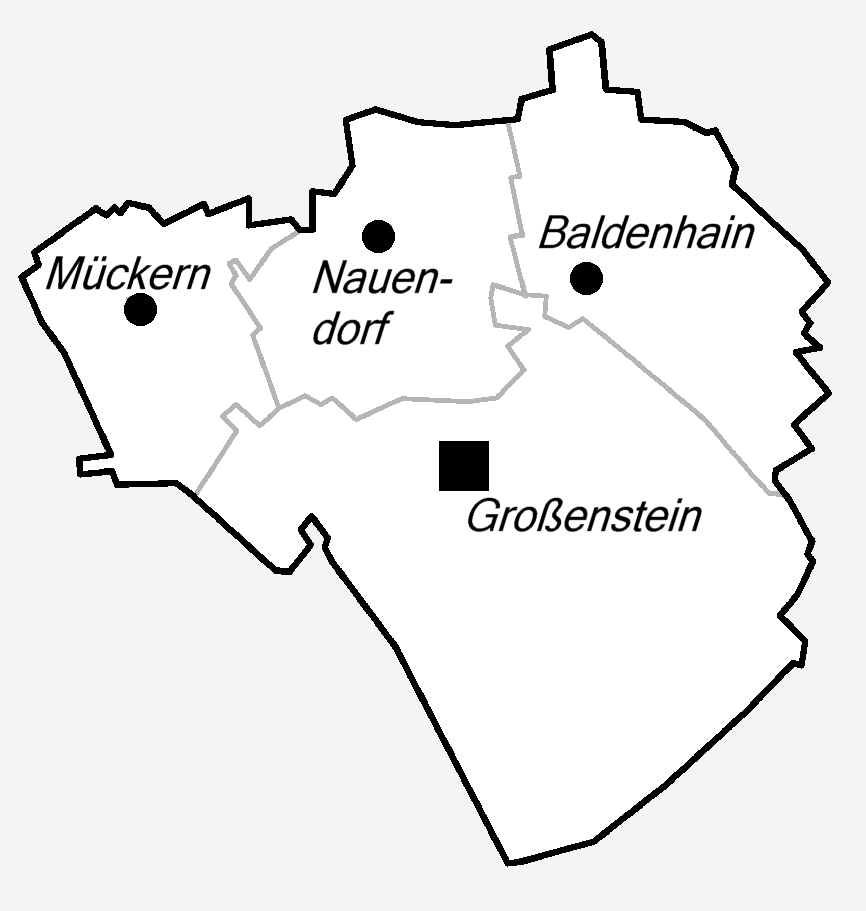
Les différents villages de la commune.

## Histoire
La première mention du village date de 1294 sous le nom de Stegen. Ce n'est qu'à la fin du XVIe siècle qu'il prend son nom actuel de Großenstein.
Les communes de Baldenhain, Mückern et Nauendorf ont été incorporées au territoire de Großenstein.
Les villages de Baldenhain, Mückern et Großenstein ont fait partie du duché de Saxe-Altenbourg (cercle de l'est, ostkreis jusqu'en 1900, cercle de Ronneburg ensuite) jusqu'en 1918 et elles ont été intégrées au nouveau land de Thuringe en 1920 (arrondissement de Gera). Après la seconde Guerre mondiale, ils sont intégrés à la zone d'occupation soviétique puis à la République démocratique allemande en 1949 (district de Gera). Nauendorf, elle, a fait partie de la Principauté de Reuss branche cadette (cercle de Gera) jusqu'en 1918.

## Démographie
Commune de Großenstein dans ses dimensions actuelles :
| 1910   | 1933  | 1939  | 1995  | 2000  | 2005  | 2010  |
| ------ | ----- | ----- | ----- | ----- | ----- | ----- |
| 1 514, | 1 528 | 1 472 | 1 414 | 1 482 | 1 420 | 1 307 |

## Communications
Le village de Großenstein est traversé par la route régionale L1081 Seelingstädt, Ronneburg, Pölzig, Heuckewalde ou Meuselwitz. la route K113 le relie à Korbußen et Gera.
Jusqu'en 1972, la commune était desservie par la ligne de chemin de fer Raitzhain-Meuselwitz.